# Лід (Вале)
Лід (фр. Liddes) — громада  в Швейцарії в кантоні Вале, округ Антремон.

## Географія
Громада розташована на відстані близько 110 км на південь від Берна, 30 км на південний захід від Сьйона.
Лід має площу 58,6 км², з яких на 1,4% дозволяється будівництво (житлове та будівництво доріг), 30,7% використовуються в сільськогосподарських цілях, 26,4% зайнято лісами, 41,4% не є продуктивними (річки, льодовики або гори).

## Демографія
2019 року в громаді мешкало 711 осіб (-5,2% порівняно з 2010 роком), іноземців було 6,9%. Густота населення становила 12 осіб/км².
За віковим діапазоном населення розподілялося таким чином: 20,4% — особи молодші 20 років, 57,4% — особи у віці 20—64 років, 22,2% — особи у віці 65 років та старші. Було 316 помешкань (у середньому 2,2 особи в помешканні).
Із загальної кількості 176 працюючих 71 був зайнятий в первинному секторі, 28 — в обробній промисловості, 77 — в галузі послуг.